# منطقه یوئن لانگ
منطقه یوئن لانگ (به لاتین: Yuen Long District) یکی از مناطق هجده‌گانه هنگ کنگ در چین است. منطقه یوئن لانگ ۱۳۸٫۴۳ کیلومتر مربع مساحت و ۵۷۸٬۵۲۹ نفر جمعیت دارد.